# Chehalis Lake
Chehalis Lake är en sjö i Kanada.   Den ligger i provinsen British Columbia, i den södra delen av landet, 3 500 km väster om huvudstaden Ottawa. Chehalis Lake ligger 224 meter över havet. Arean är 6,1 kvadratkilometer. Den sträcker sig 8,0 kilometer i nord-sydlig riktning, och 3,6 kilometer i öst-västlig riktning.
I omgivningarna runt Chehalis Lake växer i huvudsak barrskog. Trakten runt Chehalis Lake är nära nog obefolkad, med mindre än två invånare per kvadratkilometer.